# Зубовский (Липецкая область)
Зубовский — посёлок Данковского района Липецкой области, входит в состав Берёзовского сельсовета.

## География
В посёлке имеются два пруда, на севере проходит просёлочная дорога.
Ближайшая деревня Вязовёнка находится в 4 километрах к западу от посёлка.

## Население
| 2010 |
| ---- |
| 0    |